# Duckies de Léguevin
Uniformes
Les Duckies de Léguevin (Association Sportive de Baseball de l'Ouest Toulousain) est un club français de baseball et de softball basé à Léguevin et évoluant dans le championnat régional de la Ligue Occitanie de Baseball, Softball et Cricket (L.O.B.S.C.).

## Histoire
Fondé en 2001, l'histoire de ce club a démarré d'une valise revenue bien pleine d'un séjour aux États-Unis. Bruno Sanchez montera ce groupe et ce club avec sa bande.

## Équipes
Le club dispose de 4 sections :
- Baseball cadets : de 10 à 15 ans
- Baseball juniors : de 16 à 18 ans
- Baseball seniors : à partir de 18 ans
- Softball Loisirs : à partir de 16 ans

## Palmarès

### Baseball
- Champions Midi-Pyrénées seniors : 2007, 2008, 2009, 2011, 2013
- Vice-champion Midi-Pyrénées seniors : 2002, 2003, 2004, 2005, 2006, 2010
- Champions régionaux cadets : 2013

### Softball Mixte
- Vice champion Occitanie 2016

## Terrain
Le terrain des Pins Verts a été inauguré en Avril 2008 par Stéphane Mirc, Maire de Léguevin.
Il a accueilli en Juin 2010 la coupe de France UNSS.